# Mõisaküla (Salme)
Mõisaküla is een voormalige plaats in de Estlandse gemeente Salme, provincie Saaremaa. De plaats telde 5 inwoners (2011). Bij de gemeentelijke herindeling van oktober 2017 werd de plaats bij het dorp Kaugatoma gevoegd, in de fusiegemeente Saaremaa.

## Geschiedenis
Mõisaküla werd in de 16e eeuw voor het eerst genoemd als landgoed onder de naam Tiinuse (Duits: Ficht). Een dorp Tiinuse ontstond pas in de vroege jaren twintig van de 20e eeuw. In 1945 werd het dorp herdoopt in Mõisaküla.
In 1977 werden Mõisaküla en het buurdorp Kaugatoma samengevoegd onder de naam Mõisaküla. In 1997 werden de twee weer aparte dorpen, maar in 2017 werden ze opnieuw samengevoegd, nu onder de naam Kaugatoma. Die samenvoeging was een gevolg van de vorming van de fusiegemeente Saaremaa. In Lääne-Saare, een andere gemeente die bij de fusie betrokken was, lag namelijk ook een plaats met de naam Mõisaküla.